# Ayşe Sultan (dcera Ahmeda III.)
Ayşe Sultan (1713? - 3. října 1776 Istanbul) byla osmanská princezna, dcera sultána Ahmeda III, nevlastní sestra sultánů Mustafy III a Abdulhamida I.

## Život
Její matkou byla konkubína Emine Kadin.
V roce 1724, když jí bylo jedenáct let, ji její otec Ahmed přislíbil za manželku svému věrnému příteli Istanbullu Mehmedu Pašovi, kterého pověřil do funkce guvernéra v provincii Rumelia. Samotné zasnoubení se konalo v září 1728 a v říjnu téhož roku se uskutečnila svatba. Byl jim darován palác Valide Kethüdasi, blízko Sulejmanovi rezidence v Istanbulu. V roce 1730 byl zabit tehdejší velkovezír Damat Ibrahim Paša a sultán Ahmed byl sesazen z trůnu. Její manžel se pak stal novým velkovezírem. O rok později se však této funkce vzdal, aby mohl být guvernérem provincie Aleppo. Zemřel v roce 1737.
Po smrti manžela Mehmeda se znovu provdala za Hatipa Ahmeda Pašu, syna velkovezíra. Svatba se konala v roce 1740 v paláci Ortaköy. V roce 1744 se stal Ahmed guvernérem provincie Mora a zemřel v roce 1748. Ayşe se znovu provdala až za deset let, tentokrát za Silahdara Mehmeda Pašu, beje z provincie Tirhala. Svatba se konala v lednu 1758 a její věno činilo 5000 dukátů.
Ayşe měla jednu dceru, Rukiye Sultan, která se provdala za Lalazade Nuriho Beye.

## Smrt
Zemřela 3. října 1776 v paláci Ortaköy a byla pohřbena v hrobce své babičky Turhan Hatice Sultan v Istanbulu.